# Station Borki Opolskie
Station Borki Opolskie is een spoorwegstation in de Poolse plaats Borki.